# Lądowisko Tarnów
Lądowisko Tarnów – lądowisko w południowo-wschodniej części Tarnowa, pełniące obecnie funkcję sportową na potrzeby Aeroklubu Ziemi Tarnowskiej. Od czasu do czasu odbywają tu się pikniki lotnicze, jednak impreza nie jest cykliczna.
Nawierzchnia trawiasta, walcowana. Pas na kierunku 09-27.
Lądowisko posiada dodatkowy pas startowy o wymiarach 50×10 m przeznaczony dla sekcji modelarskiej.
Warunkiem koniecznym korzystania jest uzyskanie zgody zarządzającego oraz posiadanie aktualnego ubezpieczenia OC w uprawianej dziedzinie sportu lotniczego. Lądowisko zostało wpisane na listę prowadzoną przez Urząd Lotnictwa Cywilnego w roku 2019 pod numerem 444. Położone jest na terenie dzierżawionym od Skarbu Państwa.